# Zalesie (hromada Podkamień)
Zalesie (ukr. Залісся) – wieś na Ukrainie w rejonie złoczowskim obwodu lwowskiego.
Do 2020 w rejonie brodzkim. 